# Ельцов, Иван Семёнович
Ива́н Семёнович Ельцо́в (1910 — 29 декабря 1944) — участник Великой Отечественной войны, командир стрелковой роты 16-го батальона морской пехоты 83-й морской стрелковой бригады 46-й армии 3-го Украинского фронта, капитан, Герой Советского Союза.

## Ранние годы
Родился в 1910 году в городе Омске в семье машиниста паровоза Омского паровозного депо. Русский. В 1931 году семья переехала в Верхний Уфалей на строительство Уфалейского никелевого завода. После окончания неполной средней школы работал слесарем-механиком.
В 1927 году призван в ряды Красной Армии для прохождения срочной службы. После окончания службы Иван приехал к родным. С 1933 года работал трубопроводчиком паросилового хозяйства Уфалейского никелевого завода, с мая 1939 года — нормировщиком железнодорожного цеха; получил среднее образование. В 1940 году поступил в Армавирское военное училище, которое окончил накануне Великой Отечественной войны.

## В годы Великой Отечественной войны
Участник Великой Отечественной войны с августа 1941 года.
Командир стрелковой роты 16-го батальона морской пехоты капитан И. С. Ельцов отличился при форсировании Днестровского лимана в районе села Чагиры Сухие и в боях в районе села Плахтиевка, Одесская область.
22 августа 1944 года началось форсирование Днестровского лимана. Рота капитана И. С. Ельцова первой сошла на западный берег, встретив сильный пулемётный огонь противника. В ходе завязавшегося боя командир принял решение оставить часть бойцов на берегу для отвлечения противника и повёл роту в обход позиций неприятеля. Зайдя с тыла, стремительной атакой захватил село Чагиры Сухие, чем создал плацдарм для высадки основных сил.
26 августа 1944 года в боях с окружённой группировкой противника у села Плахтеевка капитан Ельцов, ведя бои с численно превосходящими силами противника, умело организовал свои боевые порядки, действуя мелкими группами, лично возглавляя группы, врывался в тыл противника, поднимая панику, захватывая пленных и трофеи.
Всего за период боёв с 22 по 26 августа 1944 года рота капитана И. С. Ельцова захватила: 2 танка, 11 пушек, до 200 подвод, до 150 автомашин, до 500 лошадей и до 2000 солдат и офицеров. Лично уничтожил до 30 солдат и офицеров противника.
29 декабря 1944 года капитан Иван Семёнович Ельцов скончался от ранений, полученных в боях под Будапештом. Похоронен в городе Будафок (пригород Будапешта, Венгрия).
Указом Президиума Верховного Совета СССР от 24 марта 1945 года за образцовое выполнение боевых заданий командования и проявленные при этом мужество и героизм капитану Ивану Семёновичу Ельцову посмертно присвоено звание Героя Советского Союза.

## Награды
Награждён орденом Ленина, двумя орденами Красной Звезды, медалями.

## Память
Именем Героя названа улица в городе Верхний Уфалей, школа в пгт Затока, а также теплоход. Его имя увековечено на аллее Славы в Верхнем Уфалее, а на здании никелевого комбината установлена мемориальная доска.